# Liga dos Campeões da CONCACAF de 2010–11
A Liga dos Campeões da CONCACAF 2010-11 foi a 46ª edição da Liga dos Campeões da CONCACAF, a 3ª no formato atual. O torneio começou em julho de 2010 e o encerramento aconteceu em 27 de abril de 2011.

## Equipes classificadas
| País                       | Equipe                | Classificação                                                    |
| -------------------------- | --------------------- | ---------------------------------------------------------------- |
| México · (4 vagas)         | Monterrey             | Campeão do Apertura 2009                                         |
| México · (4 vagas)         | Toluca                | Campeão do Bicentenário 2010                                     |
| México · (4 vagas)         | Cruz Azul             | Vice-Campeão do Apertura 2009                                    |
| México · (4 vagas)         | Santos Laguna         | Vice-Campeão do Bicentenário 2010                                |
| Estados Unidos · (4 vagas) | Real Salt Lake        | Campeão da MLS Cup 2009                                          |
| Estados Unidos · (4 vagas) | Columbus Crew         | Campeão do MLS Supporters' Shield 2009                           |
| Estados Unidos · (4 vagas) | Los Angeles Galaxy    | Vice-Campeão da MLS Cup 2009                                     |
| Estados Unidos · (4 vagas) | Seattle Sounders      | Campeão da US Open Cup 2009                                      |
| Honduras · (3 vagas)       | Marathón              | Campeão do Apertura 2009                                         |
| Honduras · (3 vagas)       | Olimpia               | Campeão do Clausura 2010                                         |
| Honduras · (3 vagas)       | Motagua               | Vice-Campeão do Clausura 2010                                    |
| Panamá · (3 vagas)         | Árabe Unido           | Campeão do Apertura 2009 e do Clausura 2010                      |
| Panamá · (3 vagas)         | Tauro                 | Vice-Campeão do Apertura 2009                                    |
| Panamá · (3 vagas)         | San Francisco         | Vice-Campeão do Clausura 2010                                    |
| Costa Rica · (2 vagas)     | Brujas                | Campeão do Invierno 2009                                         |
| Costa Rica · (2 vagas)     | Saprissa              | Campeão do Verano 2010                                           |
| Guatemala · (2 vagas)      | Municipal             | Campeão do Apertura 2009 e do Clausura 2010                      |
| Guatemala · (2 vagas)      | Xelajú                | Vice-Campeão com mais pontos do Apertura 2009 e do Clausura 2010 |
| El Salvador · (2 vagas)    | FAS                   | Campeão do Apertura 2009                                         |
| El Salvador · (2 vagas)    | Isidro Metapán        | Campeão do Clausura 2010                                         |
| Canadá · (1 vaga)          | Toronto FC            | Campeão do Campeonato Canadense de Futebol 2010                  |
| CFU (3 vagas)              | Puerto Rico Islanders | Campeão da Campeonato de Clubes da CFU 2010                      |
| CFU (3 vagas)              | Joe Public            | Vice-Campeão da Campeonato de Clubes da CFU 2010                 |
| CFU (3 vagas)              | San Juan Jabloteh     | Terceiro Lugar da Campeonato de Clubes da CFU 2010               |

## Fase preliminar
| Equipe 1            | Total | Equipe 2              | 1.º jogo | 2.º jogo |
| ------------------- | ----- | --------------------- | -------- | -------- |
| FAS                 | 3–1   | Xelajú                | 1–1      | 2–0      |
| Brujas              | 4–6   | Joe Public            | 2–2      | 2–4      |
| San Juan Jabloteh   | 0–6   | Santos Laguna         | 0–1      | 0–5      |
| San Francisco       | 2–9   | Cruz Azul             | 2–3      | 0–6      |
| Los Angeles Galaxy  | 3–5   | Puerto Rico Islanders | 1–4      | 2–1      |
| Tauro               | 2–4   | Marathón              | 0–3      | 2–1      |
| Seattle Sounders FC | 2–1   | Isidro Metapán        | 1–0      | 1–1      |
| Toronto             | 3–2   | Motagua               | 1–0      | 2–2      |

## Fase de grupos

### Grupo A
| Equipe         | PJ | V | E | D | GM | GS | SG  | Pts |
| -------------- | -- | - | - | - | -- | -- | --- | --- |
| Real Salt Lake | 6  | 4 | 1 | 1 | 17 | 11 | +6  | 13  |
| Cruz Azul      | 6  | 3 | 1 | 2 | 15 | 9  | +6  | 10  |
| Toronto        | 6  | 2 | 2 | 2 | 5  | 7  | -2  | 8   |
| Árabe Unido    | 6  | 1 | 0 | 5 | 4  | 14 | -10 | 3   |

|                | ARU | CRU | RSL | TOR |
| -------------- | --- | --- | --- | --- |
| Árabe Unido    | –   | 0–6 | 2–3 | 1–0 |
| Cruz Azul      | 2–0 | –   | 5–4 | 0–0 |
| Real Salt Lake | 2–1 | 3–1 | –   | 4–1 |
| Toronto        | 1–0 | 2–1 | 1–1 | –   |

### Grupo B
| Equipe        | PJ | V | E | D | GM | GS | SG  | Pts |
| ------------- | -- | - | - | - | -- | -- | --- | --- |
| Santos Laguna | 6  | 4 | 1 | 1 | 19 | 7  | +12 | 13  |
| Columbus Crew | 6  | 4 | 0 | 2 | 10 | 4  | +6  | 12  |
| Municipal     | 6  | 2 | 2 | 2 | 9  | 13 | -4  | 8   |
| Joe Public    | 6  | 0 | 1 | 5 | 7  | 21 | −14 | 1   |

|               | COL | JOE | MUN | SAN |
| ------------- | --- | --- | --- | --- |
| Columbus Crew | –   | 3–0 | 1–0 | 1–0 |
| Joe Public    | 1–4 | –   | 2–3 | 2–5 |
| Municipal     | 2–1 | 1–1 | –   | 2–2 |
| Santos Laguna | 1–0 | 5–1 | 6–1 | –   |

### Grupo C
| Equipe           | PJ | V | E | D | GM | GS | SG | Pts |
| ---------------- | -- | - | - | - | -- | -- | -- | --- |
| Monterrey        | 6  | 5 | 1 | 0 | 11 | 4  | +7 | 16  |
| Saprissa         | 6  | 3 | 1 | 2 | 11 | 7  | +4 | 10  |
| Marathón         | 6  | 2 | 0 | 4 | 5  | 11 | –6 | 6   |
| Seattle Sounders | 6  | 1 | 0 | 5 | 6  | 11 | −5 | 3   |

|                  | MAR | MON | SAP | SEA |
| ---------------- | --- | --- | --- | --- |
| Marathón         | –   | 0–1 | 2–1 | 2–1 |
| Monterrey        | 2–0 | –   | 1–0 | 3–2 |
| Saprissa         | 4–1 | 2–2 | –   | 2–0 |
| Seattle Sounders | 2–0 | 0–2 | 1–2 | –   |

### Grupo D
| Equipe                | PJ | V | E | D | GM | GS | SG  | Pts |
| --------------------- | -- | - | - | - | -- | -- | --- | --- |
| Olimpia               | 6  | 4 | 1 | 1 | 12 | 7  | +5  | 13  |
| Toluca                | 6  | 3 | 1 | 2 | 15 | 5  | +10 | 10  |
| Puerto Rico Islanders | 6  | 2 | 2 | 2 | 8  | 10 | -2  | 8   |
| FAS                   | 6  | 0 | 2 | 4 | 2  | 15 | -13 | 2   |

|                 | FAS | OLI | PUE | TOL |
| --------------- | --- | --- | --- | --- |
| FAS             | –   | 1–4 | 0–0 | 0–0 |
| Olimpia         | 2–0 | –   | 3–0 | 2–1 |
| P. R. Islanders | 4–1 | 1–1 | –   | 3–2 |
| Toluca          | 5–0 | 4–0 | 3–0 | –   |

## Fase final
|  | Quartas-de-final | Quartas-de-final | Quartas-de-final | Quartas-de-final |   |                | Semifinais | Semifinais | Semifinais | Semifinais |  |           | Final | Final | Final | Final |  |  |
|  |                  |                  |                  |                  |   |                |            |            |            |            |  |           |       |       |       |       |  |  |
|  |                  |                  |                  |                  |   |                |            |            |            |            |  |           |       |       |       |       |  |  |
|  | Toluca           | 0                | 0                | 0                |   |                |            |            |            |            |  |           |       |       |       |       |  |  |
|  | Monterrey        | 1                | 1                | 2                |   |                |            |            |            |            |  |           |       |       |       |       |  |  |
|  | Monterrey        | 1                | 1                | 2                |   | Monterrey      | 2          | 1          | 3          |            |  |           |       |       |       |       |  |  |
|  |                  |                  |                  |                  |   | Monterrey      | 2          | 1          | 3          |            |  |           |       |       |       |       |  |  |
|  |                  | Cruz Azul        | 1                | 1                | 2 |                |            |            |            |            |  |           |       |       |       |       |  |  |
|  | Cruz Azul        | Cruz Azul        | 1                | 1                | 2 | 2              | 3          | 5          |            |            |  |           |       |       |       |       |  |  |
|  | Cruz Azul        |                  |                  |                  |   | 2              | 3          | 5          |            |            |  |           |       |       |       |       |  |  |
|  | Santos Laguna    | 0                | 1                | 1                |   |                |            |            |            |            |  |           |       |       |       |       |  |  |
|  | Santos Laguna    | 0                | 1                | 1                |   |                |            |            |            |            |  | Monterrey | 2     | 1     | 3     |       |  |  |
|  |                  |                  |                  |                  |   |                |            |            |            |            |  | Monterrey | 2     | 1     | 3     |       |  |  |
|  |                  | Real Salt Lake   | 2                | 0                | 2 |                |            |            |            |            |  |           |       |       |       |       |  |  |
|  | Columbus Crew    | Real Salt Lake   | 2                | 0                | 2 | 0              | 1          | 1          |            |            |  |           |       |       |       |       |  |  |
|  | Columbus Crew    |                  |                  |                  |   | 0              | 1          | 1          |            |            |  |           |       |       |       |       |  |  |
|  | Real Salt Lake   | 0                | 4                | 4                |   |                |            |            |            |            |  |           |       |       |       |       |  |  |
|  | Real Salt Lake   | 0                | 4                | 4                |   | Real Salt Lake | 2          | 1          | 3          |            |  |           |       |       |       |       |  |  |
|  |                  |                  |                  |                  |   | Real Salt Lake | 2          | 1          | 3          |            |  |           |       |       |       |       |  |  |
|  |                  | Saprissa         | 0                | 2                | 2 |                |            |            |            |            |  |           |       |       |       |       |  |  |
|  | Saprissa         | Saprissa         | 0                | 2                | 2 | 1              | 2          | 3          |            |            |  |           |       |       |       |       |  |  |
|  | Saprissa         |                  |                  |                  |   | 1              | 2          | 3          |            |            |  |           |       |       |       |       |  |  |
|  | Olimpia          | 0                | 1                | 1                |   |                |            |            |            |            |  |           |       |       |       |       |  |  |

| Liga dos Campeões da CONCACAF Campeão 2010–11 |
| --------------------------------------------- |
| México                                        |
| Monterrey Primeiro Título                     |